# Dyskografia Basshuntera
Dyskografia Basshuntera – szwedzkiego piosenkarza, producenta muzycznego i DJ-a – obejmuje pięć albumów studyjnych, dwa albumy kompilacyjne, 28 singli, pięć singli promocyjnych, siedem remiksów, siedemnaście teledysków, cztery teledyski tekstowe oraz teledysk z gościnnym udziałem.
Debiutancki album studyjny Basshuntera – The Bassmachine został wydany w 2004 roku przez Alex Music. W 2006 roku The Bassmachine oraz The Old Shit zostały wydane na stronie internetowej Basshuntera. Nagrał on także singel "Welcome to Rainbow", który został wydany w 2006 roku.
Drugi studyjny album LOL <(^^,)> wydany został w 2006 roku, sprzedany w 33 365 egzemplarzach osiągnął status platynowej płyty w Finlandii. W Danii album osiągnął status podwójnej platynowej płyty. We Francji album został sprzedany w dystrybucji fizycznej w 10 910 egzemplarzach i 110 egzemplarzach w dystrybucji elektronicznej w 2008 roku. Pod koniec tego samego roku została wydana wersja International Edition tego albumu. Singel „Boten Anna” w Danii osiągnął status trzykrotnej platynowej płyty, został sprzedany 61 000 razy w dystrybucji elektronicznej w 2006 roku. W Szwecji osiągnął status platynowej płyty. Status złotej płyty uzyskał także w Austrii. Singel jeszcze przed wydaniem przez wytwórnię był pobrany pierwszego dnia po premierze około 30 000 razy, a następnie nagle pobrano go 500 000 razy. Singel „Vi sitter i Ventrilo och spelar DotA” uzyskał status złotej płyty w Danii.
Kolejny album artysty to Now You’re Gone – The Album, wydany w 2008 roku został sprzedany w Wielkiej Brytanii w 376 017 egzemplarzach i osiągnął status platynowej płyty. W Nowej Zelandii album osiągnął status platynowej płyty i został sprzedany w ponad 20 000 egzemplarzach. We Francji album został sprzedany w dystrybucji fizycznej w 9750 egzemplarzach i 150 w dystrybucji elektronicznej w 2008 roku. W 2009 roku została wydana wersja Deluxe Edition tego albumu. „Now You’re Gone” w Wielkiej Brytanii w 2008 roku został sprzedany w 443 534 egzemplarzach i osiągnął status platynowej płyty. We Francji został sprzedany w 62 740 egzemplarzach w sprzedaży fizycznej oraz 29 490 w dystrybucji elektronicznej w 2008 roku. Singel uzyskał także status platynowej płyty w Nowej Zelandii. Singel „All I Ever Wanted” osiągnął status złotej płyty w Nowej Zelandii, w Wielkiej Brytanii, gdzie sprzedano 200 000 egzemplarzy. „Angel in the Night” w dwunastym tygodniu został sprzedany w 4592 egzemplarzach w Wielkiej Brytanii.
W 2009 roku został wydany piąty studyjny album Basshuntera pod tytułem Bass Generation. Album w pierwszym tygodniu w Wielkiej Brytanii został sprzedany w 15 046 egzemplarzach i osiągnął status srebrnej płyty. Singel „Every Morning” w pierwszym tygodniu został sprzedany w Wielkiej Brytanii w 12 876 egzemplarzach. „Saturday” w Nowej Zelandii uzyskał status złotej płyty. W 2012 roku został wydany jedyny album kompilacyjny Basshuntera, zawierający utwory z The Old Shit oraz The Bassmachine i inne. W następnym roku wydany został szósty studyjny album Basshuntera – Calling Time.

## Albumy studyjne
| Rok                         | Dane dotyczące albumu                                                                                             | Najwyższe pozycje na listach | Najwyższe pozycje na listach | Najwyższe pozycje na listach | Najwyższe pozycje na listach | Najwyższe pozycje na listach | Najwyższe pozycje na listach | Najwyższe pozycje na listach | Najwyższe pozycje na listach | Najwyższe pozycje na listach | Najwyższe pozycje na listach | Najwyższe pozycje na listach | Najwyższe pozycje na listach | Najwyższe pozycje na listach | Najwyższe pozycje na listach | Najwyższe pozycje na listach | Najwyższe pozycje na listach | Najwyższe pozycje na listach | Certyfikat                      | Sprzedaż                                   |
| Rok                         | Dane dotyczące albumu                                                                                             | SWE                          | FIN                          | DNK                          | NOR                          | GBR                          | IRL                          | AUT                          | CHE                          | FRA                          | NLD                          | BEL (WAL)                    | POL                          | EUR                          | NZL                          | RPA                          | USA Heat                     | USA D/E                      | Certyfikat                      | Sprzedaż                                   |
| --------------------------- | --- | ---------------------------- | ---------------------------- | ---------------------------- | ---------------------------- | ---------------------------- | ---------------------------- | ---------------------------- | ---------------------------- | ---------------------------- | ---------------------------- | ---------------------------- | ---------------------------- | ---------------------------- | ---------------------------- | ---------------------------- | ---------------------------- | ---------------------------- | ------------------------------- | ------------------------------------------ |
| 2004                        | The Bassmachine - Wydany: 25 sierpnia 2004 - Wytwórnia: Alex Music - Format: CD, digital download                 | –                            | –                            | –                            | –                            | –                            | –                            | –                            | –                            | –                            | –                            | –                            | –                            | –                            | –                            | –                            | –                            | –                            |                                 |                                            |
| 2006                        | LOL <(^^,)> - Wydany: 28 sierpnia 2006 - Wytwórnia: Warner Music Sweden - Format: CD, digital download            | 5                            | 4                            | 3                            | 19                           | –                            | –                            | 12                           | –                            | 51                           | 66                           | –                            | –                            | 82                           | –                            | –                            | –                            | 24                           | - DNK: 2×platyna - FIN: Platyna | - DNK: 40 000 - FIN: 33 365 - FRA: 11 020  |
| 2008                        | Now You’re Gone – The Album - Wydany: 14 lipca 2008 - Wytwórnia: Hard2Beat - Format: CD, CD+DVD, digital download | 38                           | 35                           | –                            | –                            | 1                            | 2                            | 17                           | 32                           | 36                           | –                            | 31                           | 43                           | 6                            | 1                            | –                            | 45                           | 14                           | - GBR: Platyna - NZL: Platyna   | - GBR: 376 017 - NZL: 20 000+ - FRA: 9 900 |
| 2009                        | Bass Generation - Wydany: 25 września 2009 - Wytwórnia: Warner Music Sweden - Format: CD, 2×CD, digital download  | –                            | –                            | 39                           | –                            | 16                           | 16                           | –                            | 73                           | 41                           | –                            | –                            | –                            | 58                           | 2                            | 14                           | 34                           | 15                           | - GBR: Złoto                    | - GBR: 100 000                             |
| 2013                        | Calling Time - Wydany: 13 maja 2013 - Wytwórnia: Gallo - Format: CD, digital download                             | –                            | –                            | –                            | –                            | –                            | –                            | –                            | –                            | –                            | –                            | –                            | –                            | –                            | –                            | –                            | –                            | 25                           |                                 |                                            |
| „–” album nie był notowany. | |                              |                              |                              |                              |                              |                              |                              |                              |                              |                              |                              |                              |                              |                              |                              |                              |                              |                                 |                                            |

## Albumy kompilacyjne
| Rok  | Dane dotyczące albumu                                                                                       |
| ---- | --- |
| 2006 | The Old Shit - Wydany: Druga połowa 2006 - Wytwórnia: Wydany samodzielnie - Format: Digital download        |
| 2012 | The Early Bedroom Sessions - Wydany: 3 grudnia 2012 - Wytwórnia: Rush Hour - Format: 2×CD, digital download |

## Single

### Jako główny artysta
| Rok                          | Tytuł                                         | Najwyższe pozycje na listach | Najwyższe pozycje na listach | Najwyższe pozycje na listach | Najwyższe pozycje na listach | Najwyższe pozycje na listach | Najwyższe pozycje na listach | Najwyższe pozycje na listach | Najwyższe pozycje na listach | Najwyższe pozycje na listach | Najwyższe pozycje na listach | Najwyższe pozycje na listach | Najwyższe pozycje na listach | Najwyższe pozycje na listach | Najwyższe pozycje na listach | Najwyższe pozycje na listach | Najwyższe pozycje na listach | Najwyższe pozycje na listach | Certyfikat                                   | Sprzedaż                                                   | Album                       |
| Rok                          | Tytuł                                         | SWE                          | GBR                          | IRL                          | FIN                          | DNK                          | NOR                          | NLD                          | DEU                          | AUT                          | CHE                          | FRA                          | BEL (WAL)                    | ESP                          | EUR                          | NZL                          | AUS                          | CAN                          | Certyfikat                                   | Sprzedaż                                                   | Album                       |
| ---------------------------- | --------------------------------------------- | ---------------------------- | ---------------------------- | ---------------------------- | ---------------------------- | ---------------------------- | ---------------------------- | ---------------------------- | ---------------------------- | ---------------------------- | ---------------------------- | ---------------------------- | ---------------------------- | ---------------------------- | ---------------------------- | ---------------------------- | ---------------------------- | ---------------------------- | -------------------------------------------- | ---------------------------------------------------------- | --------------------------- |
| 2004                         | „The Big Show”                                | –                            | –                            | –                            | –                            | –                            | –                            | –                            | –                            | –                            | –                            | –                            | –                            | –                            | –                            | –                            | –                            | –                            |                                              |                                                            | The Bassmachine             |
| 2006                         | „Welcome to Rainbow”                          | –                            | –                            | –                            | –                            | –                            | –                            | –                            | –                            | –                            | –                            | –                            | –                            | –                            | –                            | –                            | –                            | –                            | –                                            |                                                            |                             |
| 2006                         | „Boten Anna”                                  | 1                            | –                            | –                            | 4                            | 1                            | 3                            | 2                            | 9                            | 2                            | 45                           | –                            | –                            | 20                           | 30                           | –                            | –                            | –                            | - DNK: 3×platyna - SWE: Platyna - AUT: Złoto | - EUR: 500 000 - DNK: 61 000 - SWE: 20 000+ - AUT: 15 000+ | LOL <(^^,)>                 |
| 2006                         | „Vi sitter i Ventrilo och spelar DotA”        | 6                            | –                            | 49                           | 2                            | 7                            | 7                            | 9                            | 33                           | 18                           | –                            | –                            | –                            | –                            | –                            | –                            | –                            | –                            | - DNK: Złoto                                 | - DNK: 4000+                                               | LOL <(^^,)>                 |
| 2006                         | „Hallå där”                                   | 51                           | –                            | –                            | –                            | –                            | –                            | –                            | –                            | –                            | –                            | –                            | –                            | –                            | –                            | –                            | –                            | –                            |                                              |                                                            | LOL <(^^,)>                 |
| 2006                         | „Vifta med händerna” (vs. Patrik & Lillen)    | 25                           | –                            | –                            | 7                            | –                            | –                            | –                            | –                            | –                            | –                            | –                            | –                            | –                            | –                            | –                            | –                            | –                            |                                              |                                                            | LOL <(^^,)>                 |
| 2006                         | „Jingle Bells”                                | 13                           | 35                           | –                            | –                            | –                            | 9                            | 31                           | –                            | –                            | –                            | –                            | –                            | –                            | –                            | –                            | –                            | –                            |                                              |                                                            | LOL <(^^,)>                 |
| 2007                         | „Now You’re Gone”                             | 2                            | 1                            | 1                            | 8                            | 14                           | 10                           | –                            | 18                           | 14                           | 29                           | 6                            | 5                            | –                            | 4                            | 3                            | 78                           | 88                           | - GBR: Platyna - NZL: Platyna - DNK: Złoto   | - GBR: 667 000 - USA: 95 000+ - FRA: 92 230 - NZL: 15 000+ | Now You’re Gone – The Album |
| 2008                         | „Please Don’t Go”                             | 6                            | –                            | –                            | –                            | –                            | –                            | –                            | –                            | –                            | –                            | –                            | –                            | –                            | –                            | –                            | –                            | –                            |                                              |                                                            | Now You’re Gone – The Album |
| 2008                         | „All I Ever Wanted”                           | 58                           | 2                            | 1                            | –                            | –                            | 3                            | –                            | 35                           | 15                           | 37                           | –                            | 36                           | –                            | 10                           | 17                           | –                            | –                            | - GBR: Platyna - NZL: Złoto - DNK: Złoto     | - GBR: 600 000 - NZL: 7500+                                | Now You’re Gone – The Album |
| 2008                         | „Angel in the Night”                          | 50                           | 14                           | 10                           | –                            | –                            | –                            | –                            | –                            | –                            | –                            | –                            | –                            | –                            | 43                           | –                            | –                            | –                            | - GBR: Srebro                                | - GBR: 4592                                                | Now You’re Gone – The Album |
| 2008                         | „Russia Privjet (Hardlanger Remix)”           | –                            | –                            | –                            | –                            | –                            | –                            | –                            | –                            | –                            | –                            | –                            | –                            | –                            | –                            | –                            | –                            | –                            |                                              |                                                            | Now You’re Gone – The Album |
| 2008                         | „I Miss You”                                  | 45                           | 32                           | –                            | –                            | –                            | –                            | –                            | 70                           | –                            | –                            | –                            | –                            | –                            | 87                           | –                            | –                            |                              |                                              |                                                            | Now You’re Gone – The Album |
| 2009                         | „Walk on Water”                               | –                            | 76                           | –                            | –                            | –                            | –                            | –                            | –                            | –                            | –                            | –                            | –                            | –                            | –                            | –                            | –                            | –                            |                                              |                                                            | Now You’re Gone – The Album |
| 2009                         | „Al final” (feat. Dani Mata)                  | –                            | –                            | –                            | –                            | –                            | –                            | –                            | –                            | –                            | –                            | –                            | –                            | –                            | –                            | –                            | –                            | –                            | –                                            |                                                            |                             |
| 2009                         | „Every Morning”                               | 13                           | 17                           | 17                           | –                            | –                            | –                            | –                            | 76                           | –                            | –                            | –                            | –                            | –                            | 49                           | 14                           | –                            | –                            | - GBR: 12 876                                | Bass Generation                                            |                             |
| 2009                         | „I Promised Myself”                           | –                            | 94                           | –                            | –                            | –                            | –                            | –                            | –                            | –                            | –                            | –                            | –                            | –                            | –                            | –                            | –                            | –                            |                                              | Bass Generation                                            |                             |
| 2010                         | „Saturday”                                    | –                            | 21                           | 37                           | –                            | –                            | –                            | –                            | –                            | –                            | –                            | –                            | –                            | –                            | 59                           | 14                           | –                            | –                            | - NZL: Złoto                                 | - NZL: 7500+                                               | Calling Time                |
| 2011                         | „Fest i hela huset” (vs. Big Brother)         | 5                            | –                            | –                            | –                            | –                            | –                            | –                            | –                            | –                            | –                            | –                            | –                            | –                            | –                            | –                            | –                            | –                            |                                              |                                                            | Calling Time                |
| 2012                         | „Northern Light”                              | –                            | –                            | –                            | –                            | –                            | –                            | –                            | –                            | –                            | –                            | –                            | –                            | –                            | –                            | –                            | –                            | –                            |                                              |                                                            | Calling Time                |
| 2012                         | „Dream on the Dancefloor”                     | –                            | –                            | –                            | –                            | –                            | –                            | –                            | –                            | –                            | –                            | –                            | –                            | –                            | –                            | –                            | –                            | –                            |                                              |                                                            | Calling Time                |
| 2013                         | „Crash & Burn”                                | –                            | –                            | –                            | –                            | –                            | –                            | –                            | –                            | –                            | –                            | –                            | –                            | –                            | –                            | –                            | –                            | –                            |                                              |                                                            | Calling Time                |
| 2013                         | „Calling Time”                                | –                            | –                            | –                            | –                            | –                            | –                            | –                            | –                            | –                            | –                            | –                            | –                            | –                            | –                            | –                            | –                            | –                            |                                              |                                                            | Calling Time                |
| 2013                         | „Elinor”                                      | –                            | –                            | –                            | –                            | –                            | –                            | –                            | –                            | –                            | –                            | –                            | –                            | –                            | –                            | –                            | –                            | –                            | –                                            |                                                            |                             |
| 2018                         | „Masterpiece”                                 | –                            | –                            | –                            | –                            | –                            | –                            | –                            | –                            | –                            | –                            | –                            | –                            | –                            | –                            | –                            | –                            | –                            | –                                            |                                                            |                             |
| 2019                         | „Home”                                        | –                            | –                            | –                            | –                            | –                            | –                            | –                            | –                            | –                            | –                            | –                            | –                            | –                            | –                            | –                            | –                            | –                            | –                                            |                                                            |                             |
| 2020                         | „Angels Ain’t Listening”                      | –                            | –                            | –                            | –                            | –                            | –                            | –                            | –                            | –                            | –                            | –                            | –                            | –                            | –                            | –                            | –                            | –                            | –                                            |                                                            |                             |
| 2021                         | „Life Speaks to Me”                           | –                            | –                            | –                            | –                            | –                            | –                            | –                            | –                            | –                            | –                            | –                            | –                            | –                            | –                            | –                            | –                            | –                            | –                                            |                                                            |                             |
| 2022                         | „End the Lies”(& Alien Cut)                   | –                            | –                            | –                            | –                            | –                            | –                            | –                            | –                            | –                            | –                            | –                            | –                            | –                            | –                            | –                            | –                            | –                            | –                                            |                                                            |                             |
| 2023                         | „Ingen kan slå (Boten Anna)” (Victor Leksell) | 4                            | –                            | –                            | –                            | –                            | –                            | –                            | –                            | –                            | –                            | –                            | –                            | –                            | –                            | –                            | –                            | –                            | –                                            |                                                            |                             |
| „–” singel nie był notowany. |                                               |                              |                              |                              |                              |                              |                              |                              |                              |                              |                              |                              |                              |                              |                              |                              |                              |                              |                                              |                                                            |                             |

### Single promocyjne
| Rok  | Tytuł                           | Album                      | Źródło |
| ---- | ------------------------------- | -------------------------- | ------ |
| 2004 | „Syndrome de Abstenencia”       | The Bassmachine            | [ 61 ] |
| 2005 | „Wacco Will Kick Your Ass”      | The Early Bedroom Sessions | [ 62 ] |
| 2007 | „I Can Walk on Water I Can Fly” | –                          | [ 63 ] |
| 2007 | „Russia Privjet”                | LOL <(^^,)>                | [ 64 ] |
| 2008 | „Megamix”                       | –                          | [ 65 ] |

## Remiksy
| Rok  | Tytuł | Artysta             | Album    | Źródło |
| ---- | --- | ------------------- | -------- | ------ |
| 2007 | „Dancing Lasha Tumbai” (Basshunter Remix) | Wierka Serdiuczka   | –        | [ 66 ] |
| 2007 | „Du hast den schönsten Arsch der Welt” (Basshunter’s Bass My Ass Radio Mix) „Du hast den schönsten Arsch der Welt” (Basshunter’s Bass My Ass Remix) | Alex C. feat. Y–ass | –        | [ 70 ] |
| 2007 | „Ieva’s polka (Ievan polkka)” (Basshunter Remix) | Loituma             | –        | [ 71 ] |
| 2007 | „Calcutta 2008” (Basshunter Remix) | Dr. Bombay          | –        | [ 72 ] |
| 2008 | „When You Leave (Numa Numa)” [Basshunter Radio Mix]                                                                                                 | Alina               | –        | [ 76 ] |
| 2009 | „When You Leave (Numa Numa)” (Basshunter Extended Edit)                                                                                             | Alina               | –        | [ 75 ] |
| 2013 | „Crash & Burn” (Basshunter Remix) | Basshunter          | –        | [ 77 ] |
| 2014 | „Sex Love Rock n Roll (SLR)” [Basshunter Remix] „Sex Love Rock n Roll (SLR)” [Basshunter Remix Extended Version]                                    | Arash feat. T-Pain  | Superman | [ 79 ] |

## Single jako autor teskstów
| Rok  | Tytuł                       | Artysta      | Najwyższe pozycje na listach | Album |
| Rok  | Tytuł                       | Artysta      | SWE                          | Album |
| ---- | --------------------------- | ------------ | ---------------------------- | ----- |
| 2015 | „Mange kommer hem till dig” | Mange Makers | –                            | –     |

## Teledyski
| Rok  | Tytuł                                  | Reżyser                           |
| ---- | -------------------------------------- | --------------------------------- |
| 2006 | „Boten Anna”                           | Carl-Johan Westregård, Kim Parrot |
| 2006 | „Vi sitter i Ventrilo och spelar DotA” | Carl-Johan Westregård, Kim Parrot |
| 2006 | „Vifta med händerna”                   | Kim Parrot                        |
| 2007 | „DotA”                                 | –                                 |
| 2007 | „Now You’re Gone”                      | Alex Herron                       |
| 2008 | „All I Ever Wanted”                    | Alex Herron                       |
| 2008 | „Angel in the Night”                   | Alex Herron                       |
| 2008 | „I Miss You”                           | Alex Herron                       |
| 2009 | „Walk on Water”                        | –                                 |
| 2009 | „Every Morning”                        | Alex Herron                       |
| 2009 | „I Promised Myself”                    | Alex Herron                       |
| 2009 | „Jingle Bells”                         | Alex Herron                       |
| 2010 | „Saturday”                             | Alex Herron                       |
| 2012 | „Northern Light”                       | Alex Herron                       |
| 2012 | „Dream on the Dancefloor”              | Gareth Evans                      |
| 2013 | „Crash & Burn”                         | Farzad Bayat                      |
| 2013 | „Calling Time”                         | Gareth Evans                      |

### Teledyski tekstowe
| Rok  | Tytuł                    | Reżyser     |
| ---- | ------------------------ | ----------- |
| 2018 | „Masterpiece”            | –           |
| 2019 | „Home”                   | Jay Vasquez |
| 2020 | „Angels Ain’t Listening” | Jay Vasquez |
| 2021 | „Life Speaks to Me”      | –           |
| 2022 | „End the Lies”           | –           |

### Z gościnnym udziałem
| Rok  | Tytuł    | Artysta | Reżyser |
| ---- | -------- | ------- | ------- |
| 2011 | „Melody” | Arash   | –       |